# Kerrie Meares
Kerrie Meares (Blackwater, 4 september 1982) is een Australisch voormalig baanwielrenster, haar jongere zus Anna is eveneens een voormalig professioneel baanwielrenster.

## Carrière
Meares won haar meeste medailles op de sprintonderdelen zoals de keirin, sprint en tijdrit. Met uitzondering van 2004 won ze tussen 2001 en 2009 negentien medailles op de Australische kampioenschappen, waarvan tien gouden. Naast haar nationale successen won ze tussen 2005 en 2008 ook tien medailles op de Oceanische kampioenschappen. Meares reed vijfmaal onderdelen op de WK. In 2002 won ze zilver bij de sprint, achter Natallja Tsylinskaja, en brons op de tijdrit, ditmaal achter Tsylinskaja en Nancy Contreras. In latere jaren wist Meares geen medaille te winnen op de WK, wel won ze datzelfde jaar tweemaal goud op de Gemenebestspelen; ze won zowel de sprint als de tijdrit. Vier jaar later won ze op dezelfde Spelen tweemaal brons bij dezelfde onderdelen.

## Palmares
| Jaar   | AK                              | OK                              | WK                                | Overige                                                            |
| Junior | Junior                          | Junior                          | Junior                            | Junior                                                             |
| ------ | ------------------------------- | ------------------------------- | --------------------------------- | ------------------------------------------------------------------ |
| 1999   |                                 |                                 | tijdrit                           |                                                                    |
| 2000   |                                 |                                 | tijdrit                           |                                                                    |
| Elite  |                                 |                                 |                                   |                                                                    |
| 2001   | scratch · sprint · tijdrit      |                                 | 5e tijdrit 10e sprint             | WB Ipoh: · sprint                                                  |
| 2002   | sprint · tijdrit · keirin       |                                 | sprint · tijdrit                  | Gemenebestspelen: · sprint · tijdrit                               |
| 2003   | sprint · tijdrit                |                                 | 11e tijdrit 20e sprint            | WB Sydney: · teamsprint · keirin                                   |
| 2004   |                                 |                                 |                                   |                                                                    |
| 2005   | sprint · tijdrit · keirin       | keirin · tijdrit · sprint       | 4e sprint 13e keirin              |                                                                    |
| 2006   | keirin · sprint · tijdrit       | keirin · sprint · tijdrit       | 10e keirin 13e sprint 14e tijdrit | WB Sydney: · sprint · Gemenebestspelen: · sprint · tijdrit         |
| 2007   | sprint · 4e tijdrit · 5e keirin | teamsprint · sprint · 7e keirin |                                   | WB Sydney: · teamsprint                                            |
| 2008   | sprint · tijdrit · 5e keirin    | sprint · tijdrit · 5e keirin    |                                   | WB Melbourne: · teamsprint · sprint · WB Los Angeles: · teamsprint |
| 2009   | keirin · sprint · 4e tijdrit    |                                 |                                   |                                                                    |